# John C. Reilly
John Christopher Reilly (Chicago, Illinois; 24 de mayo de 1965) es un actor estadounidense, conocido por sus trabajos en películas como Chicago, Gangs of New York y Magnolia. Habiendo debutado en Corazones de hierro en 1989, es uno de los tantos actores cuya carrera fue catapultada por Brian De Palma. Hasta la fecha ha trabajado en más de cincuenta películas, incluyendo tres películas de 2002, cada una nominada al Oscar como mejor película. Fue nominado al Oscar como mejor actor de reparto por su papel en Chicago y al premio Grammy por la canción  "Walk Hard", que él escribió y grabó para la película Walk Hard: The Dewey Cox Story.

## Primeros años
John Christopher Reilly, el quinto de seis hermanos, nació en Chicago, Illinois, su padre, irlandés estadounidense, era dueño de una compañía proveedora de tela de lino, y su madre era proveniente de Lituania. Se educó en la religión católica, y se graduó en la Brother Rice High School de Chicago. Reilly tuvo graves problemas de mal comportamiento en su juventud. Para ocupar mejor su tiempo, terminó interesándose y participando en teatro, por lo que se inscribió en la Goodman School of Drama de la Universidad DePaul, importante centro de estudios universitarios teatrales. 
Se casó en 1992 con Alison Dickey, a quien conoció en el set de Corazones de hierro. Tienen dos hijos.

## Carrera en el cine

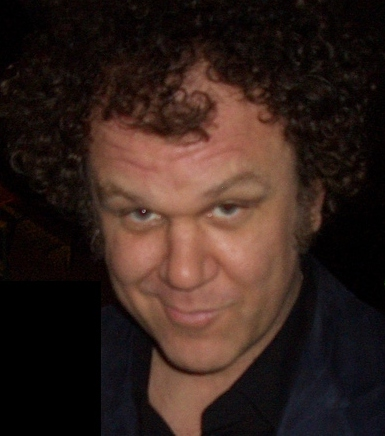
Reilly (2007)

Reilly hizo su debut en el cine en Corazones de hierro (1989) de Brian De Palma, haciendo el papel de Herbert Hatcher. Aunque el papel de Hatcher era en un principio muy corto, a De Palma le gustó tanto el rendimiento mostrado por Reilly y terminó dándole más minutos al personaje. Otros de sus papeles notables durante los años 1990 fueron en las películas de Tony Scott Días De Trueno (1990), Paul Thomas Anderson Hard Eight (1996), como John Finnegan, Boogie Nights (1997), donde interpretó a la estrella de cine porno Reed Rothchild, y Magnolia (1999), en el papel del oficial de policía Jim Kurring. También tuvo un pequeño rol en La delgada línea roja (1998) de Terrence Malick.

En el año 2002, su perfil como actor creció significativamente cuando apareció en tres de las películas nominadas a los Premios Óscar como mejor película de ese año: el musical Chicago, Gangs of New York y Las horas. Entre las tres películas sumaron 32 nominaciones al Óscar, y Reilly recibió una nominación como Mejor actor de reparto por Chicago, donde interpreta al esposo de Renée Zellweger. 

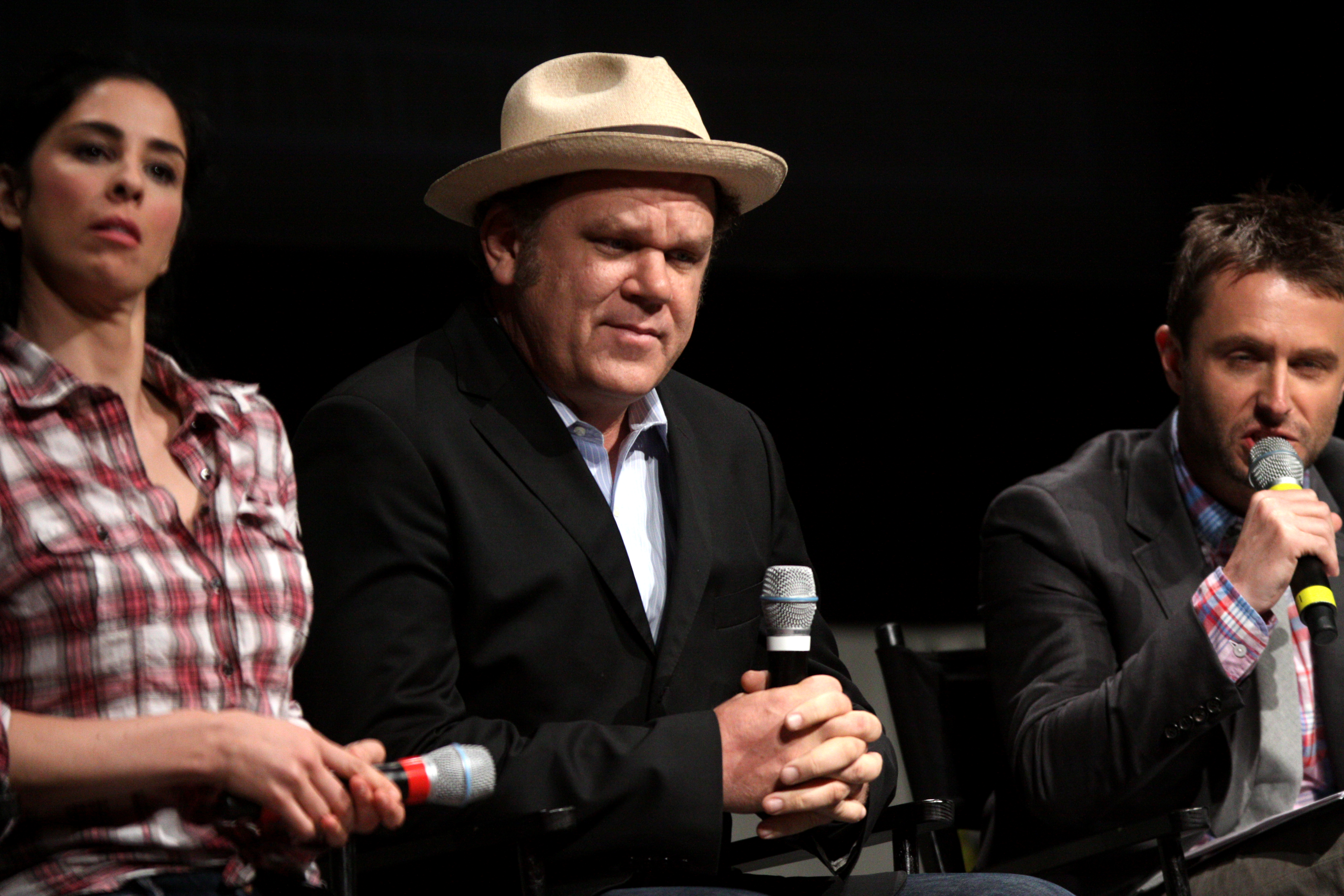
Reilly junto a Sarah Silverman y Chris Hardwick en la Comic-Con de 2012.

Entre sus más memorables roles se encuentran la biopic El aviador (2004) de Martin Scorsese, donde interpreta al compañero de Howard Hughes, Noah Dietrich. Trabajó en Talladega Nights: The Ballad of Ricky Bobby (2006) de Adam McKay, donde interpreta al mejor amigo del protagonista. También formó parte del reparto de A Prairie Home Companion (2006) de Robert Altman, junto a Tommy Lee Jones y Woody Harrelson. En 2007 Reilly protagonizó Walk Hard: The Dewey Cox Story, una parodia donde canta varias canciones de Johnny Cash y Ray Charles entre otros. También doblo la voz de Ralph en Ralph El Demoledor junto con Sarah Silverman, entre otros.

## Música
Reilly grabó dos canciones para el compilado Rogue's Gallery: Pirate Ballads, Sea Songs, and Chanteys (2006): "Fathom the Bowl" y "My Son John".
En 2007 protagonizó la parodia biográfica Walk Hard: The Dewey Cox Story. Además de su rol como actor, también trabajó como cantante y escritor para la banda sonora de la película, por el cual fue nominado al premio Grammy. Además fue de gira por Estados Unidos interpretando el personaje, Dewey Cox, en el Dewey Cox in the Cox Across America 2007 Tour.

## Filmografía

### Cine
| Año  | Título original                             | Personaje                      |
| ---- | ------------------------------------------- | ------------------------------ |
| 1988 | Above the Law                               | Thug in Bar                    |
| 1989 | Casualties of War                           | PFC Herbert Hatcher            |
| 1989 | We're No Angels                             | Joven Monk                     |
| 1990 | Days of Thunder                             | Buck Bretherton                |
| 1990 | State of Grace                              | Stevie McGuire                 |
| 1991 | Shadows and Fog                             | Cop at Police Station          |
| 1992 | Out on a Limb                               | Jim Jr.                        |
| 1992 | Hoffa                                       | Petey Connelly                 |
| 1993 | What's Eating Gilbert Grape                 | Tucker Van Dyke                |
| 1994 | The River Wild                              | Terry                          |
| 1995 | Dolores Claiborne                           | Const. Frank Stamshaw          |
| 1995 | Georgia                                     | Herman                         |
| 1996 | Hard Eight                                  | John Finnegan                  |
| 1996 | Boys                                        | Officer Kellogg Curry          |
| 1997 | Nightwatch                                  | DI Bill Davis                  |
| 1997 | Boogie Nights                               | Reed Rothchild                 |
| 1998 | Chicago Cab                                 | Steve                          |
| 1998 | The Thin Red Line                           | Sgt. Storm                     |
| 1999 | The Settlement                              | Pat                            |
| 1999 | Never Been Kissed                           | Augustus Strauss               |
| 1999 | For Love of the Game                        | Gus Sinski                     |
| 1999 | Magnolia                                    | Jim Kurring                    |
| 2000 | The Perfect Storm                           | Dale 'Murph' Murphy            |
| 2001 | The Anniversary Party                       | Mac Forsyth                    |
| 2001 | Frank's Book                                | Frank (cortometraje)           |
| 2002 | The Good Girl                               | Phil Last                      |
| 2002 | Gangs of New York                           | Happy Jack                     |
| 2002 | Chicago                                     | Amos Hart                      |
| 2002 | The Hours                                   | Dan Brown                      |
| 2003 | Anger Management                            | Older Arnie Shankman           |
| 2004 | The Aviator                                 | Noah Dietrich                  |
| 2004 | Criminal                                    | Richard Gaddis                 |
| 2005 | Are You the Favorite Person of Anybody?     | Man With Survey (cortometraje) |
| 2005 | Dark Water                                  | Mr. Cory Murray                |
| 2006 | A Prairie Home Companion                    | Lefty                          |
| 2006 | Talladega Nights: The Ballad of Ricky Bobby | Cal Naughton, Jr.              |
| 2006 | Tenacious D in The Pick of Destiny          | Sasquatch                      |
| 2007 | Year of the Dog                             | Albert "Al"                    |
| 2007 | Walk Hard: The Dewey Cox Story              | Dewford "Dewey" Cox            |
| 2008 | The Promotion                               | Richard Wehlner                |
| 2008 | Step Brothers                               | Dale Doback                    |
| 2008 | Prop 8: The Musical                         | Prop 8 Leader (cortometraje)   |
| 2009 | Cirque du Freak: The Vampire's Assistant    | Larten Crepsley                |
| 2009 | 9                                           | 5 (voz)                        |
| 2010 | The Extra Man                               | Gershon                        |
| 2010 | Cyrus                                       | John                           |
| 2011 | Cedar Rapids                                | Dean Ziegler                   |
| 2011 | We Need to Talk About Kevin                 | Franklin                       |
| 2011 | Terri                                       | Mr. Fitzgerald                 |
| 2011 | Carnage                                     | Michael                        |
| 2012 | Tim and Eric's Billion Dollar Movie         | Taquito                        |
| 2012 | The Dictator                                | Clayton                        |
| 2012 | Wreck-It Ralph                              | Wreck-It Ralph (voz)           |
| 2013 | Anchorman 2: The Legend Continues           | The Ghost of Stonewall Jackson |
| 2014 | Bears                                       | Narrador (documental)          |
| 2014 | Life After Beth                             | Maury Slocum                   |
| 2014 | Guardians of the Galaxy                     | Corpsman Rhomann Dey           |
| 2015 | Entertainment                               | Cousin John                    |
| 2015 | The Lobster                                 | Lisping Man                    |
| 2015 | Tale of Tales                               | King of Longtrellis            |
| 2015 | Les Cowboys                                 | L'Américain                    |
| 2015 | When Marnie Was There                       | Kiyomasa Oiwa (voz)            |
| 2015 | View from a Blue Moon                       | Narrador (documental)          |
| 2016 | Sing                                        | Eddie Noodleman (voz)          |
| 2017 | The Little Hours                            | Padre Tommasso                 |
| 2017 | Kong: Skull Island                          | Hank Marlow                    |
| 2018 | The Sisters Brothers                        | Eli Sisters                    |
| 2018 | Stan & Ollie                                | Oliver Hardy                   |
| 2018 | Ralph Breaks the Internet                   | Wreck-It Ralph (voz)           |
| 2018 | Holmes and Watson                           | John Watson                    |
| 2021 | Licorice Pizza                              | Fred Gwynne                    |
| 2022 | Stars at Noon                               | American Magazine Editor       |
| 2023 | Once Upon a Studio                          | Wreck-It Ralph (voz)           |
| 2024 | An Almost Christmas Story                   | The Folk Singer                |
| 2025 | Heads or Tails?                             | Buffalo Bill                   |
| 2026 | How to Rob a Bank                           |                                |
| TBA  | DreamQuil                                   | Gary                           |
| TBA  | A Prayer for the Dying                      |                                |

### Series
| Año       | Título original                              | Personaje           | Notas                                  |
| --------- | -------------------------------------------- | ------------------- | -------------------------------------- |
| 1993      | Fallen Angels                                | Bobby               | episodio: "Murder, Obliquely"          |
| 2007–2010 | Tim and Eric Awesome Show, Great Job!        | Dr. Steve Brule     |                                        |
| 2010–2016 | Check It Out! with Dr. Steve Brule           | Dr. Steve Brule     |                                        |
| 2014      | Stone Quackers                               | Oficial Barry (voz) |                                        |
| 2015      | Drunk History                                | Andrew Jackson      | episodio: "Nashville"                  |
| 2016      | The Simpsons                                 | Él mismo (voz)      | episodio: "Monty Burns' Fleeing Circus |
| 2016      | Angie Tribeca                                | Dr. Zaius           | episodio: "The Wedding Planner Did It" |
| 2017      | At Home with Amy Sedaris                     | Varios personajes   |                                        |
| 2018      | The Unauthorized Bash Brothers Experience    | Él mismo (voz)      |                                        |
| 2020      | Moonbase 8                                   | Cap                 | Serie.                                 |
| 2022–2023 | Winning Time: The Rise of the Lakers Dynasty | Jerry Buss          |                                        |

## Premios
Premios Óscar
| Año  | Categoría              | Película | Resultado |
| ---- | ---------------------- | -------- | --------- |
| 2003 | Mejor actor de reparto | Chicago  | Nominado  |

Globos de Oro
| Año  | Categoría                       | Película            | Resultado |
| ---- | ------------------------------- | ------------------- | --------- |
| 2018 | Mejor actor - Comedia o musical | El Gordo y el Flaco | Nominado  |
| 2008 | Mejor actor - Comedia o musical | Walk Hard           | Nominado  |
| 2008 | Mejor canción original          | Walk Hard           | Nominado  |
| 2002 | Mejor actor de reparto          | Chicago             | Nominado  |

Premios del Sindicato de Actores
| Año  | Categoría     | Película      | Resultado |
| ---- | ------------- | ------------- | --------- |
| 2004 | Mejor reparto | El aviador    | Nominado  |
| 2002 | Mejor reparto | Chicago       | Ganador   |
| 2002 | Mejor reparto | Las horas     | Nominado  |
| 1999 | Mejor reparto | Magnolia      | Nominado  |
| 1997 | Mejor reparto | Boogie Nights | Nominado  |

Premios Sant Jordi
| Año  | Categoría                          | Película                                 | Resultado |
| ---- | ---------------------------------- | ---------------------------------------- | --------- |
| 2019 | Mejor actor en película extranjera | The Sisters Brothers El Gordo y el Flaco | Ganador   |